# Bestuurlijke indeling van Oost-Timor

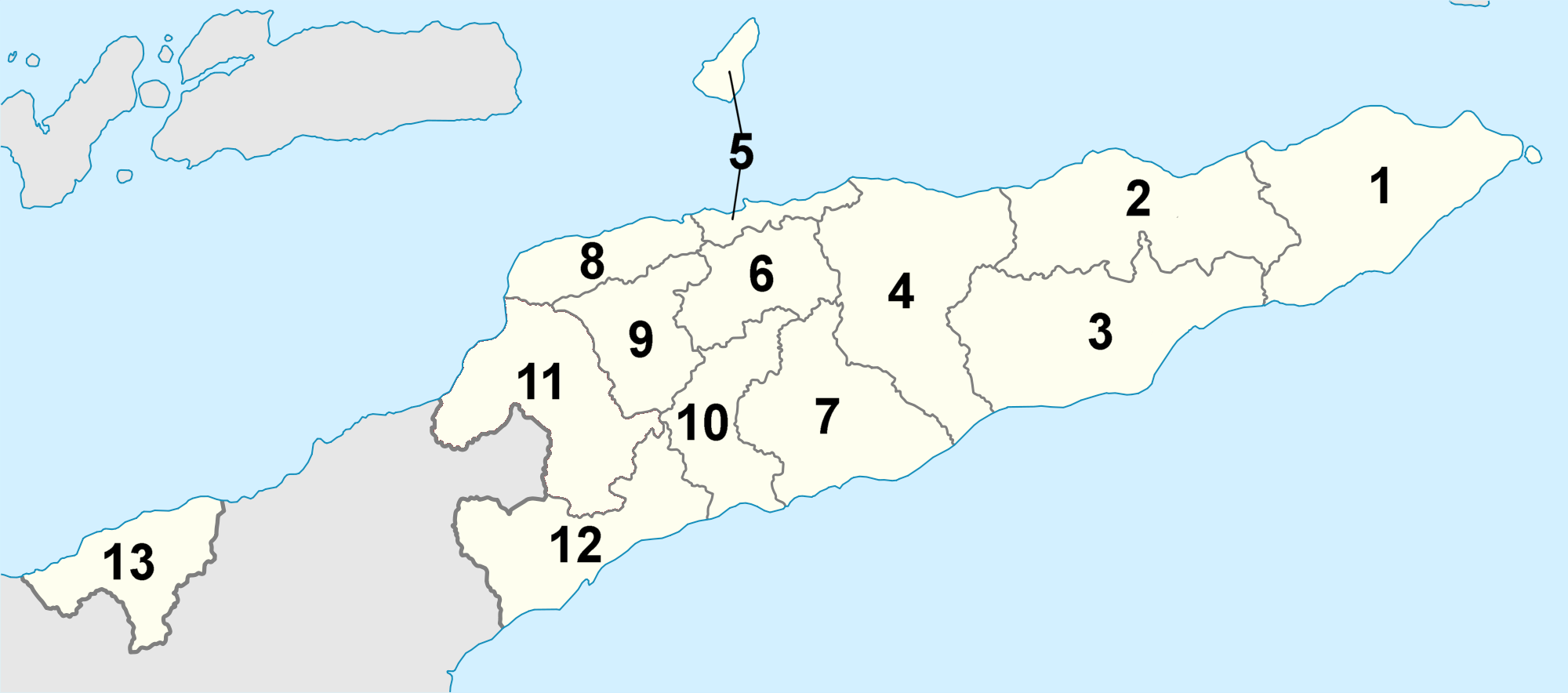
Kaart van Oost-Timor met de districten

Oost-Timor is verdeeld in 13 gemeenten (municípios). Deze worden gebruikelijk van oost naar west genummerd:
1. Lautém
2. Baucau
3. Viqueque
4. Manatuto
5. Dili
6. Aileu
7. Manufahi
8. Liquiçá
9. Ermera
10. Ainaro
11. Bobonaro
12. Cova Lima
13. Oecusse

## Administratieve posten
De 13 districten zijn weer verdeeld in 65 administratieve posten (postos administrativos), met ieder een eigen hoofdplaats.

## Sucos
De suco is de kleinste bestuurlijke eenheid van Oost-Timor. Er zijn in totaal 443 sucos met een totaal van 2336 dorpen.